# Эттинген, Георг фон
Георг фон Эттинген (нем. Georg Philipp von Oettingen; 1824—1916) — врач-офтальмолог, профессор, декан медицинского факультета и ректор Императорского Дерптского университета. 

## Биография
Родился 10 (22) ноября 1824 года в Дерпте в семье ливонского ландмаршала Александра фон Эттингена (1798—1846) и Елены фон Кнорринг (1794–1863). Имел братьев и сестёр: 
Брат теолога Александра фон Эттингена (1827-1905) и физика Артура фон Эттингена (1836-1920). 
- Брат — Август Георг Фридрих (1823—1908) —  юрист, лифляндский губернатор.
- Брат — Николай (нем.  Nicolai Peter von Oettingen, 1826—1876) — государственный чиновник, ливонский политик[2]
- Брат — Александр (1827—1905) — лютеранский теолог, статистик, считается основателем «социальной этики».
- Брат — Эдуард (нем. Eduard Reinhold von Oettingen, 1829—1919) — государственный чиновник, ливонский политик[3]
- Сестра — Мария (нем. Charlotte Marie von Oettingen, 1831—1898)
- Сестра — Юлия (нем. Julie Barbara Amalie von Schrenck, 1833—1895), её муж — Леопольд Шренк (1826—-1894), известный путешественник, зоолог, геолог и этнолог.
- Сестра — Амалия (нем. Amalie Helene Alexandra von Oettingen, 1835—1914)
- Брат — Артур (1836—1920) — физик, физиолог, теоретик музыки.

Поступил сначала на юридический факультет Дерптского университета (1841—1842), но затем перешёл на медицинский факультет (1842—1847). Степень доктора медицины получил в 1848 году. До 1853 года занимался врачебной практикой в Дерпте и Риге, затем продолжал свои научные занятия за границей (Берлин, Прага, Вена, Париж, Лондон, Эдинбург и Дублин) и посетил Северную Америку. В течение короткого периода времени практиковал медицину в Санкт-Петербурге.
В июле 1854 года был принят на должность доцента на кафедру хирургии Дерптского университета. Экстраординарный профессор (1855—1857), ординарный профессор (1857—1879). С 19 декабря 1869 года — действительный статский советник. Георг фон Эттинген был первым самостоятельным профессором офтальмологии и директором глазной клиники. До него в Дерптском университете офтальмология входила, как часть, в состав хирургии и преподавалась профессором хирургии.
Проректор университета (1859—1865). Декан медицинского факультета (1867—1868). Ректор университета (1868—1876).
В 1879 году вышел в отставку. Был награждён орденами Св. Анны 2-й ст. (1866), Св. Владимира 3-й ст. (1874), Св. Станислава 1-й ст. (1877).
Во время русско-турецкой войны работал главным врачом при госпитале Красного Креста. Городской голова Дерпта с 1878 по 1891 год.
Умер 3 (16) февраля 1916 года.

## Избранные труды
- De ratione, qua calomelas mutetur in tractu intestinali : Dissertatio Inauguralis, Dorpat 1848.
- Mitteilungen aus der chirurgischen Abtheilung der Universitätsklinik zu Dorpat betreffend das Jahr (Notes concerning surgical healing at the University Hospital Dorpat in 1856), Dorpat 1857.
- Populäre Anleitung zur Pflege und Behandlung der unter der ländlichen Bevölkerung in den Ostseeprovinzen Russlands, insbesondere in Livland am häufigsten vorkommenden Augenkrankheiten, (Popular guide to the care and treatment of the rural population in the Baltic Provinces in Russia, particularly in Livonia regarding common eye diseases), (with Hermann Guido von Samson-Himmelstjerna); Mitau 1860.
- Mittheilungen aus der chirurgisch-ophthalmiatrischen Klinik in Dorpat, (Information from the surgical-ophthalmology clinic in Dorpat) : in St. Petersburger Medizinische Zeitschrift 8 (1865).
- Klinische Studien, (Clinical studies) in: St. Petersburger Medizinische Zeitschrift 11 (1866).
- Die ophtamologische Klinik Dorpat's in den ersten 3 Jahren ihres Bestehens, (The ophthalmological hospital at Dorpat in the first three years of its existence) in: Dorpater medizinische Zeitschrift 2 (1871).
- Zur Casuistik und Diagnostik der Orbitaltumoren, (Causes and diagnosis of orbital tumors) in: Klinisches Monatsblatt für Augenheilkunde (1874).
- Die indirekten Läsionen des Auges bei Schussverletzungen der Orbitalgegend, (Indirect lesions of the eye due to gunshot wounds in the orbital area); Stuttgart 1879.